# Роден (Фалльштайн)
Роден (нем. Rhoden) — община в Германии, в земле Саксония-Анхальт.
Входит в состав района Хальберштадт. Подчиняется управлению Остервик-Фальштайн. Население составляет 464 человека (на 31 декабря 2006 года). Занимает площадь 9,36 км².